# Bañuelo

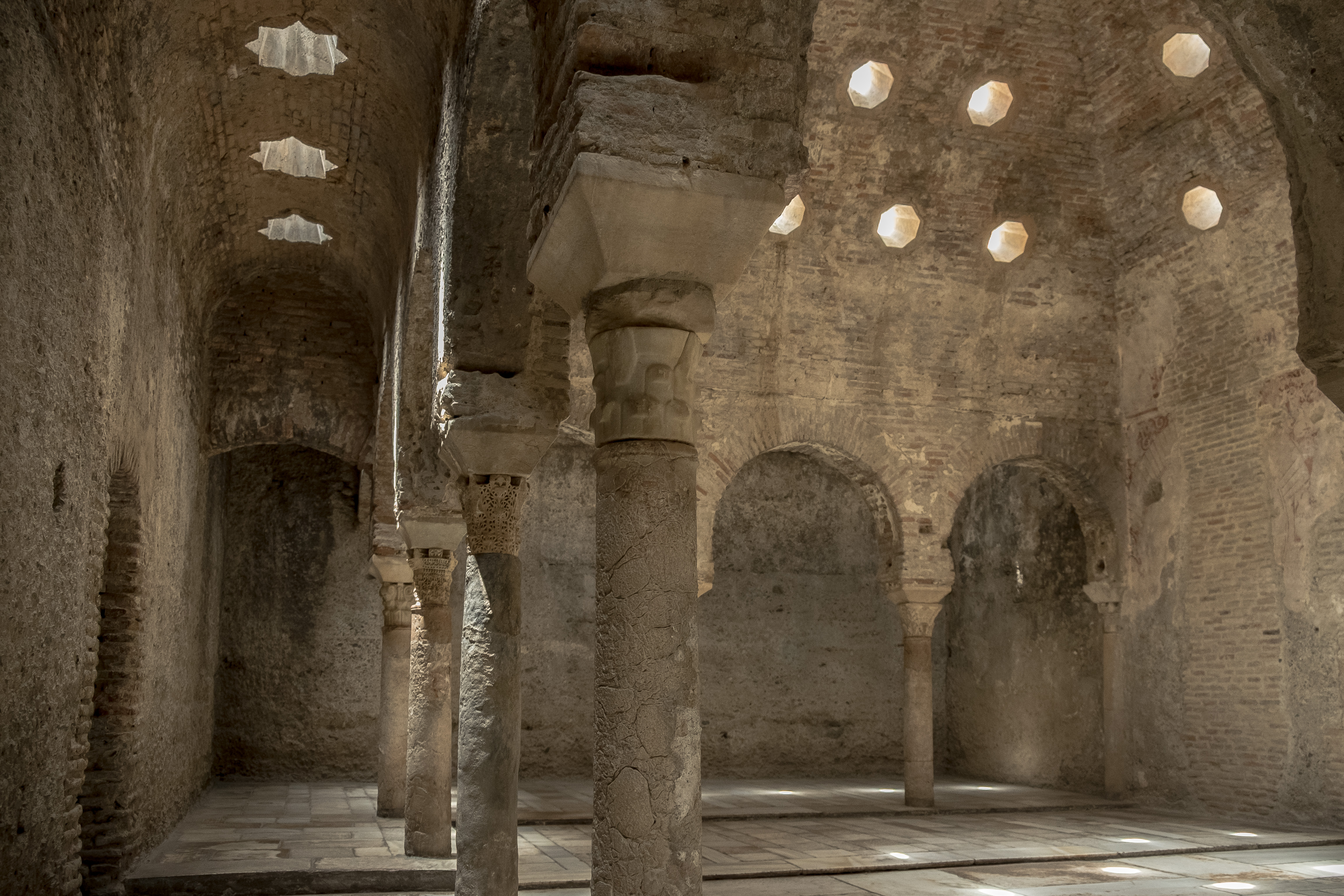
Der zentrale Badesaal mit Arkaden und sternförmigem Lichteinfall

Das Bañuelo oder El Bañuelo (Bad) wurde als Baño del Nogal (Bad der Walnuss) oder Hammam al-Yawza bekannt, ist eines der am besten erhaltenen öffentlichen arabischen Bäder auf der Iberischen Halbinsel. Dieses historische Bad wird auch „Kleines Bad“ genannt, weil es kleiner ist als die Bäder der Emire auf der Alhambra. Das Bañuelo befindet sich in dem historisch bedeutsamen Stadtviertel Albaicin im andalusischen Granada in Spanien, das unmittelbar gegenüber der Alhambra liegt. Es liegt nah an dem Nordufer der Flusses Darro. In der Nähe befindet sich auch das Hospitalgebäude, das Bimārestān von Granada (span.: Maristán de Granada), aus dem 14. Jahrhundert, das wie andere Bimārestān besonders für die Behandlung von psychischen Erkrankungen bemerkenswert für Europa war.

## Nutzung
Als Haus zum Baden genutzt wurde es vom 11. bis ins 16. Jahrhundert. Anschließend verfiel es und wurde zweckentfremdet. Erst im 20. Jahrhundert erkannte man die Bedeutung dieses islamischen Bauwerks wieder und es wurden mehrere Restaurierungsmaßnahmen durchgeführt. Danach entwickelte sich das Bañuelo zu einer Touristenattraktion.

## Gestaltung
Das Bañuelo hat einen Eingangshof sowie drei Räume. Ein Vorraum diente dem Entledigen der Bekleidung. Von dort gelangte man in den Kühlraum, auch Erfrischungsraum genannt, in dem die Wasser- und Raumtemperaturen der jeweils herrschenden Temperatur angepasst wurden. Daran schließt sich der zentrale Saal mit Marmor-Fußboden an. Der dritte Raum war der „beheizte Warmraum“. In der Wand sind Öffnungen erkennbar, die der Beheizung dienten. Das Ziegelmauerwerk geben dem Bad ein Gepräge und der sternförmige Lichteinfall erzeugt darin ein einzigartiges Licht, die Öffnungen dienten aber auch der Belüftung.
Das Mauerwerk war früher verputzt und wahrscheinlich bemalt. Den oberen Abschluss der Räume bilden gemauerte Tonnengewölbe und Kuppeln.

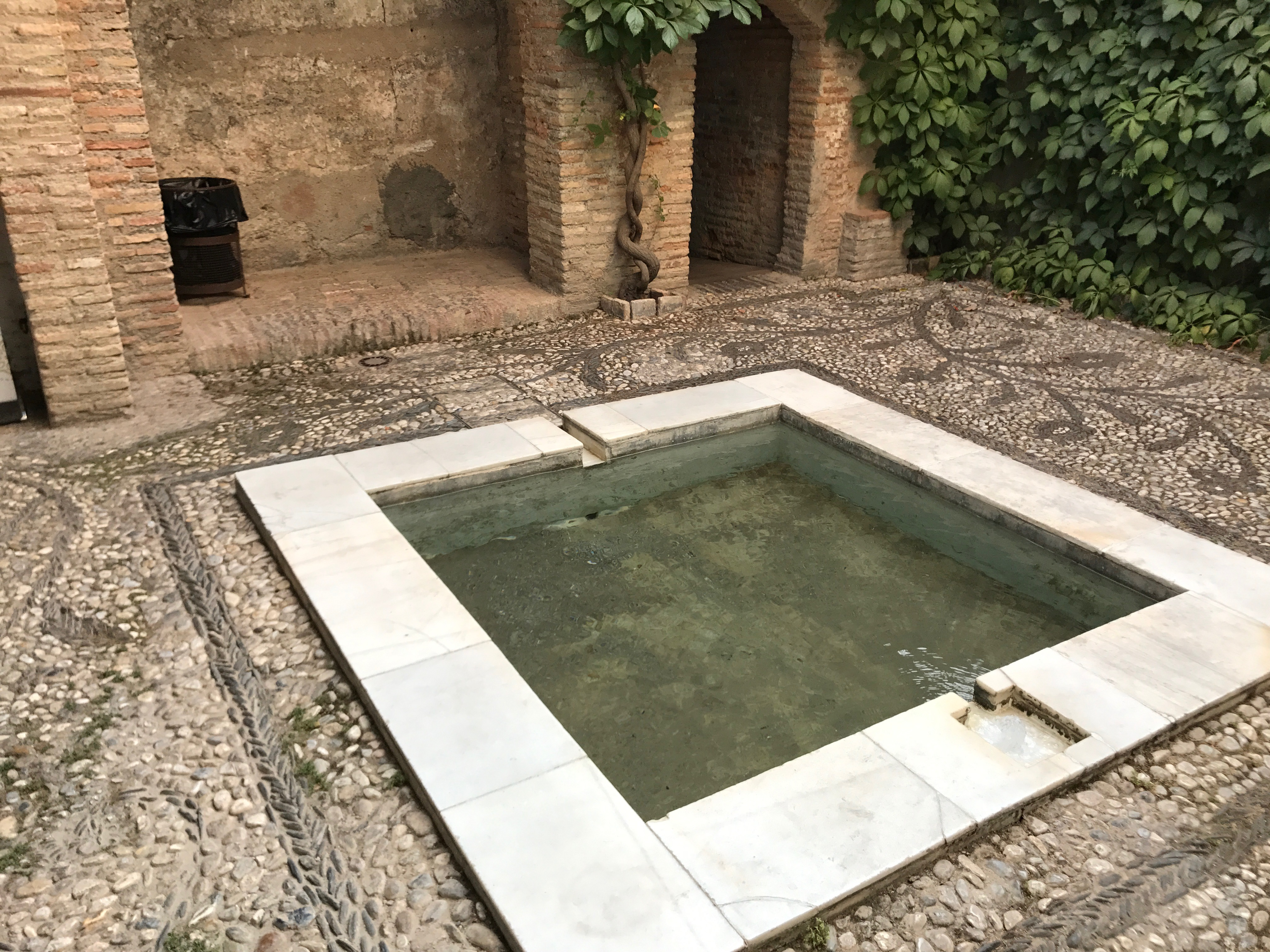
Einganghof mit Wasserbecken
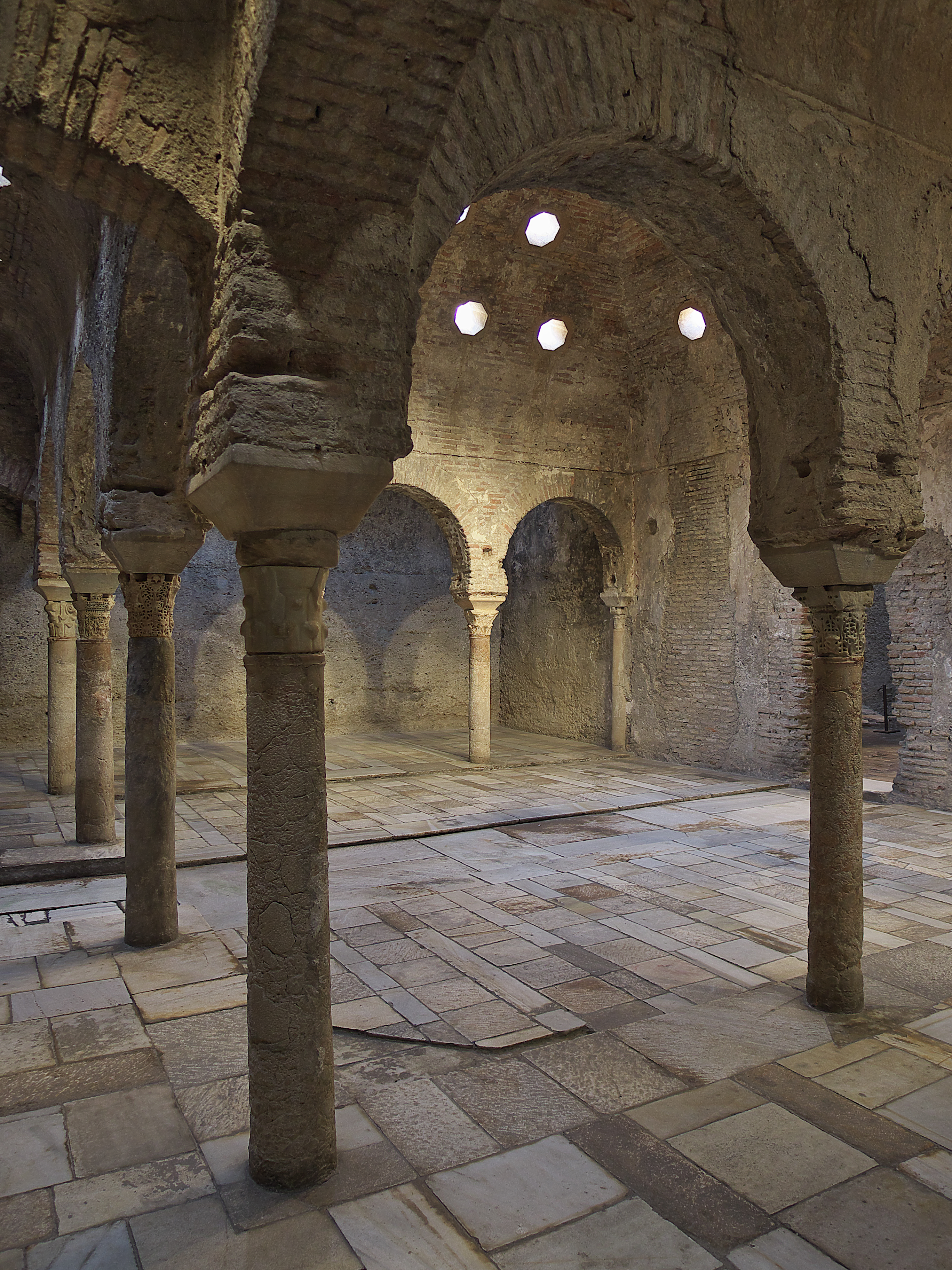
Blick ins Bad und auf marmornen Fußboden
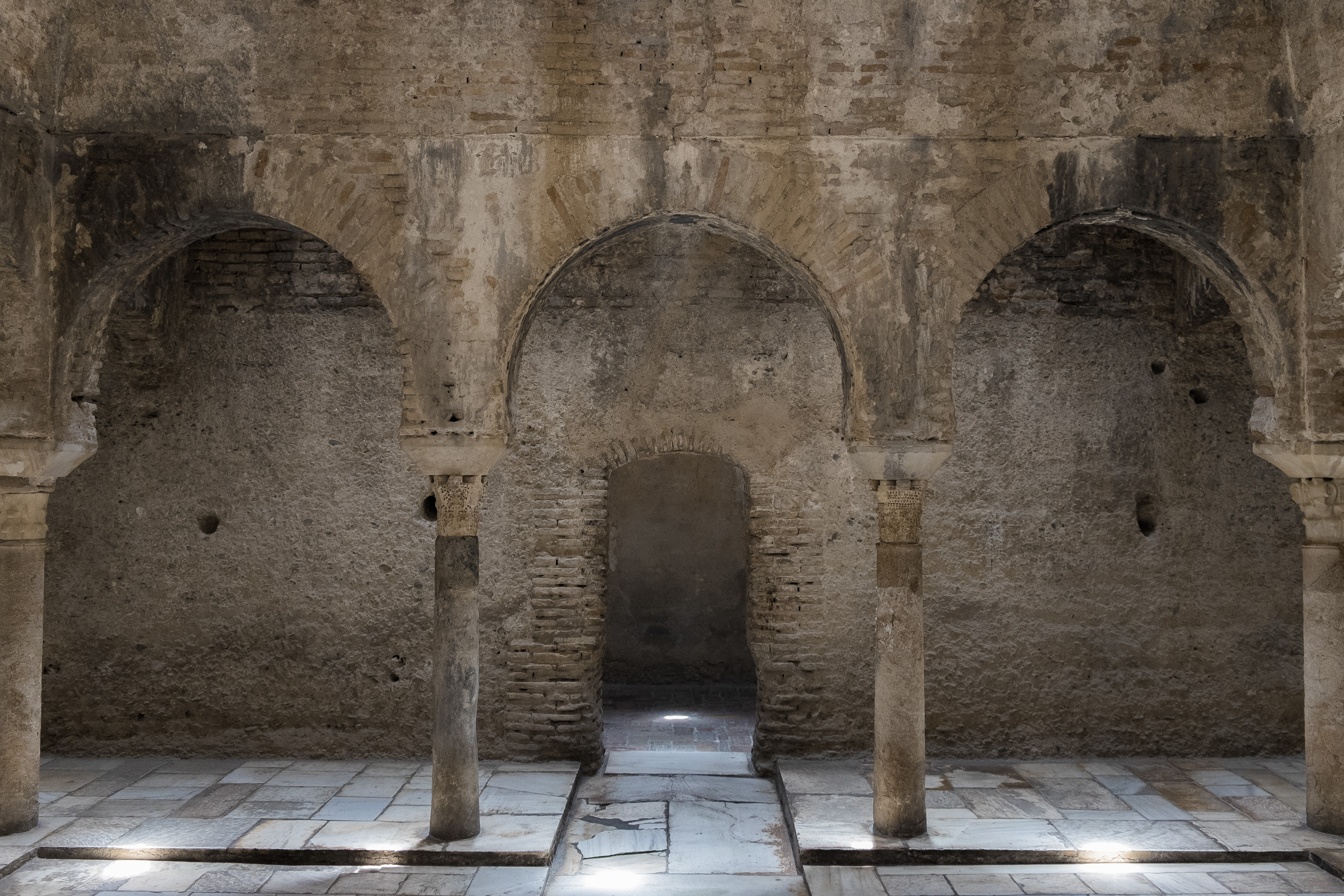
Zugang in den zentralen Badesaal
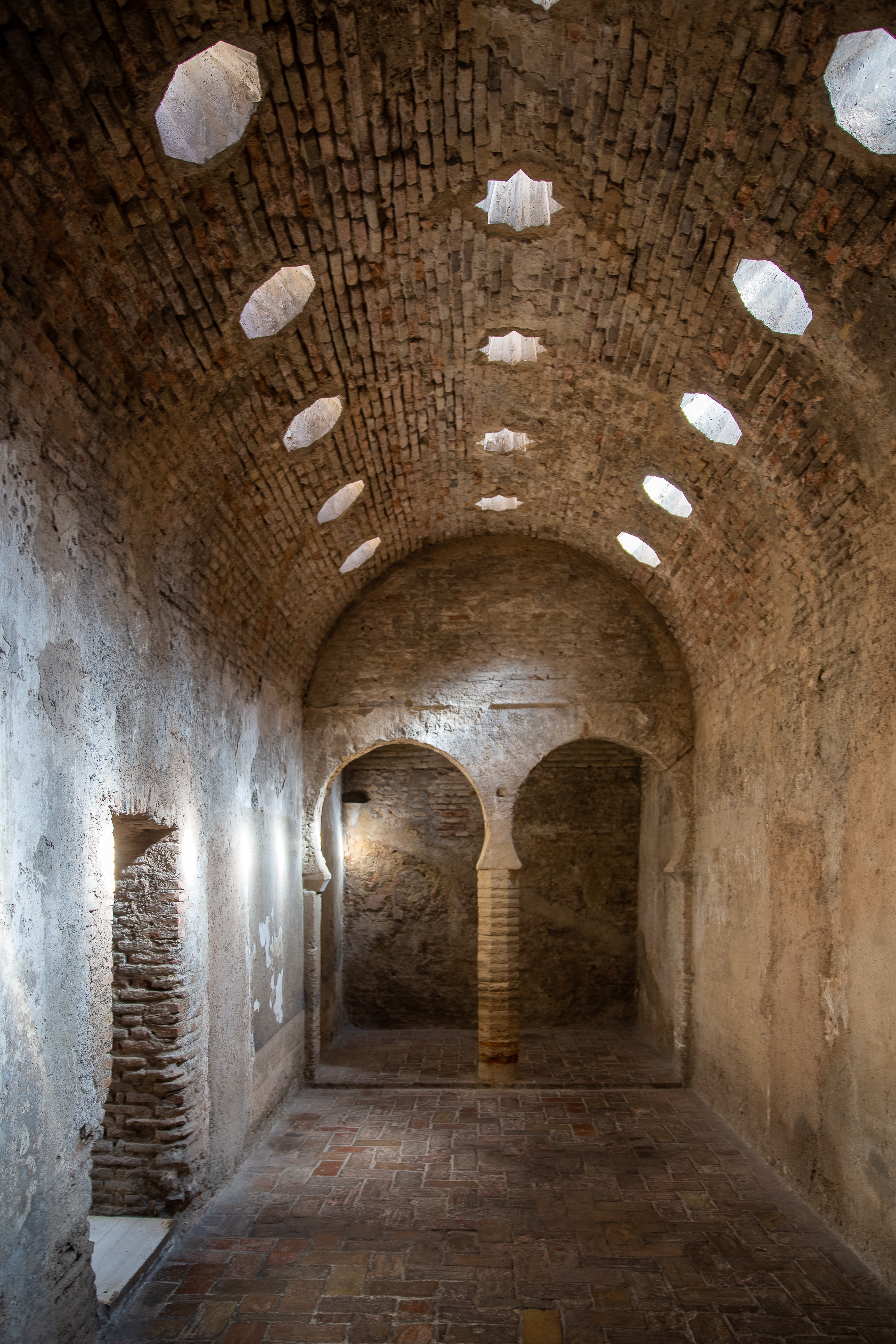
Kühlraum mit Tonnengewölbe
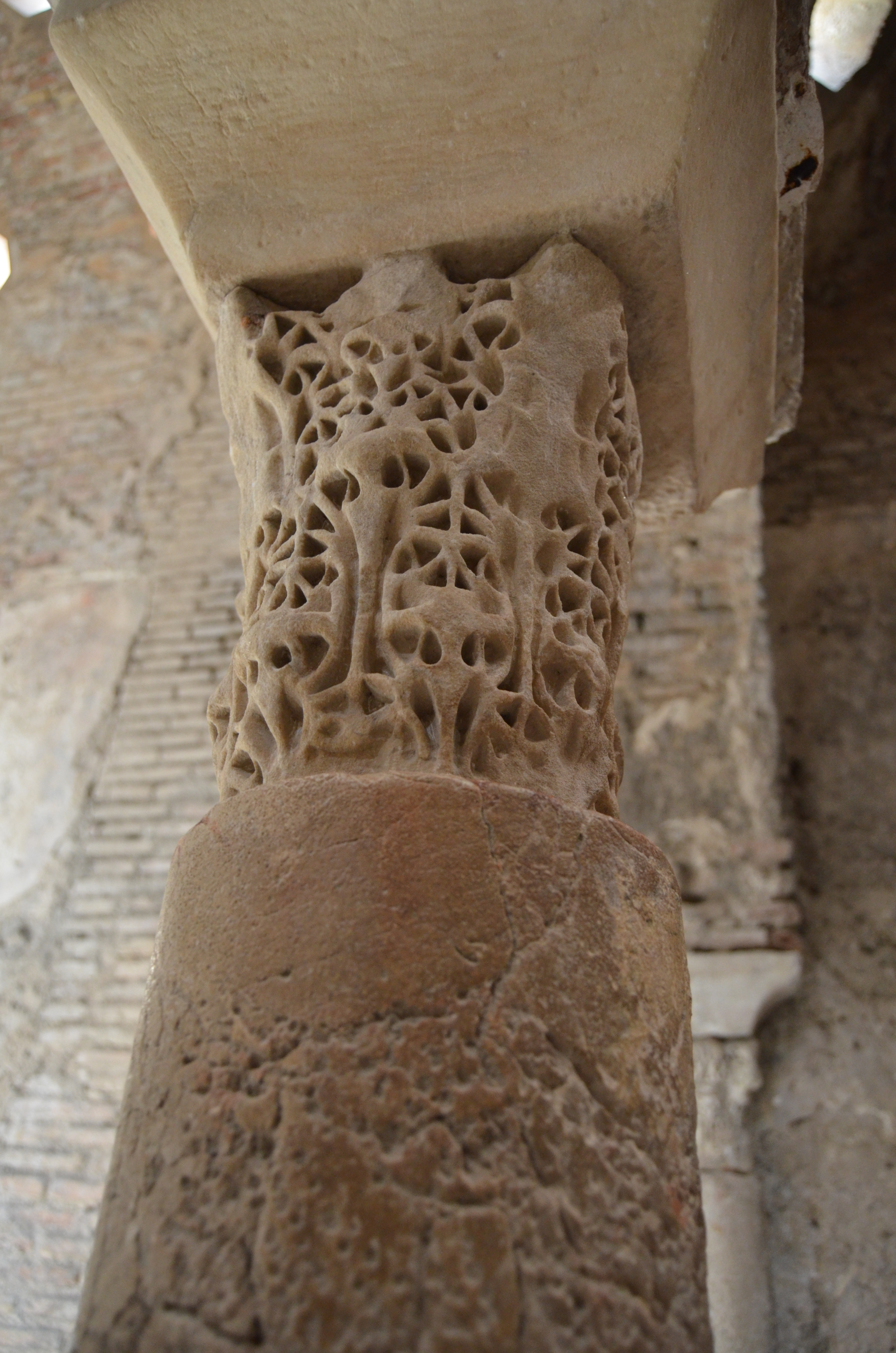
Gestaltung einer Säule
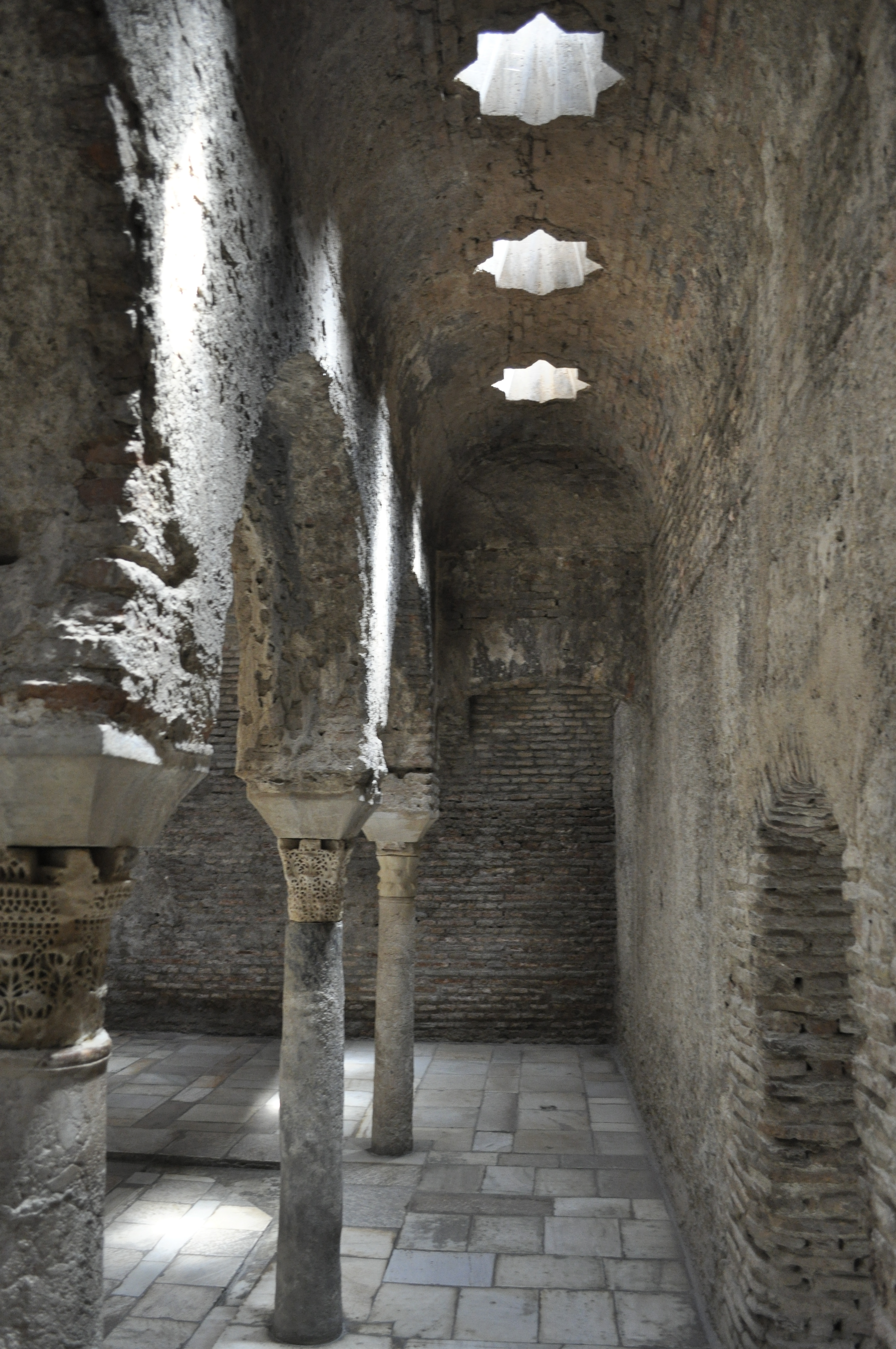
Detail des Badesaals
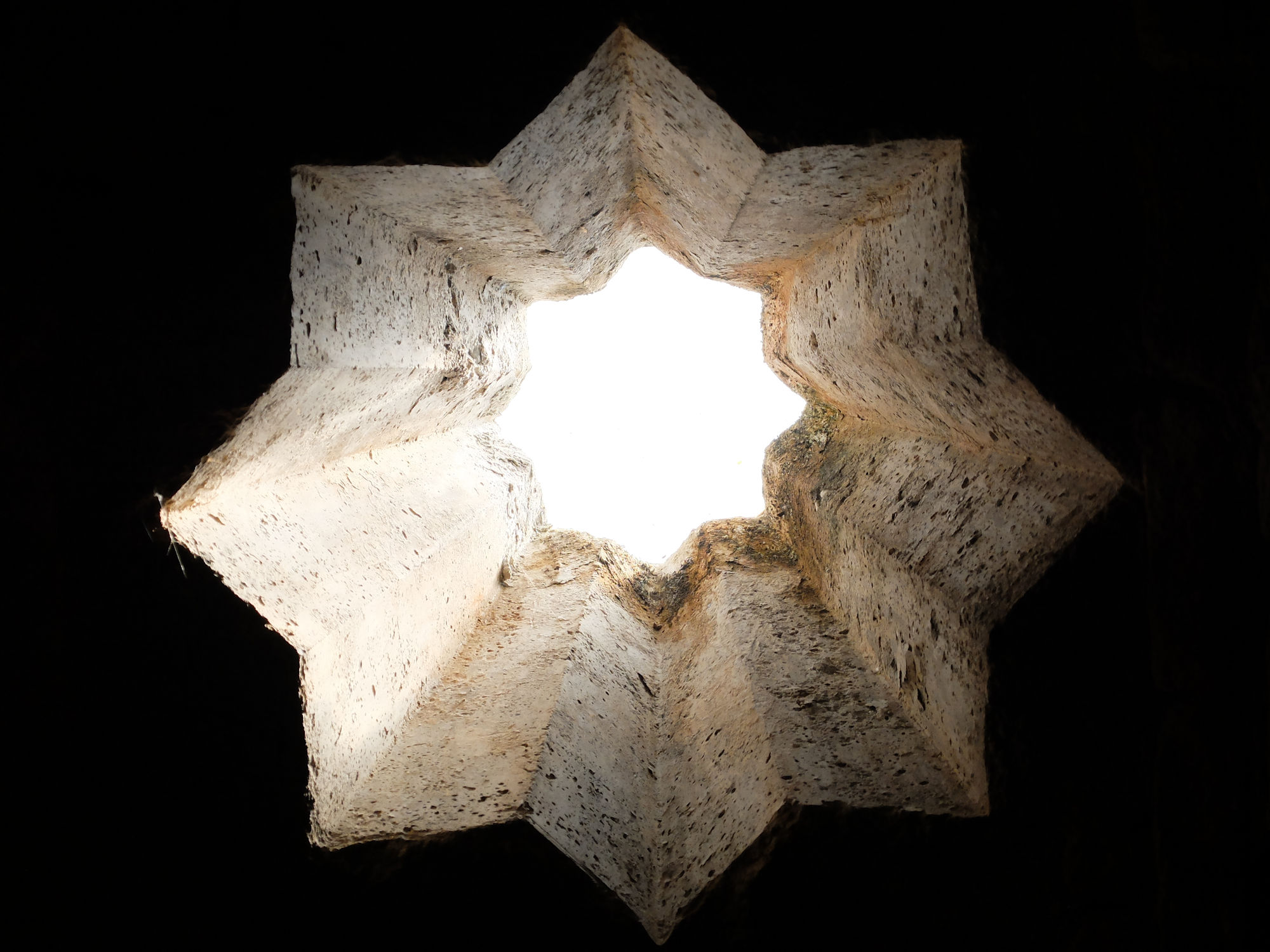
Lichteintritt und Belüftungsmöglichkeit
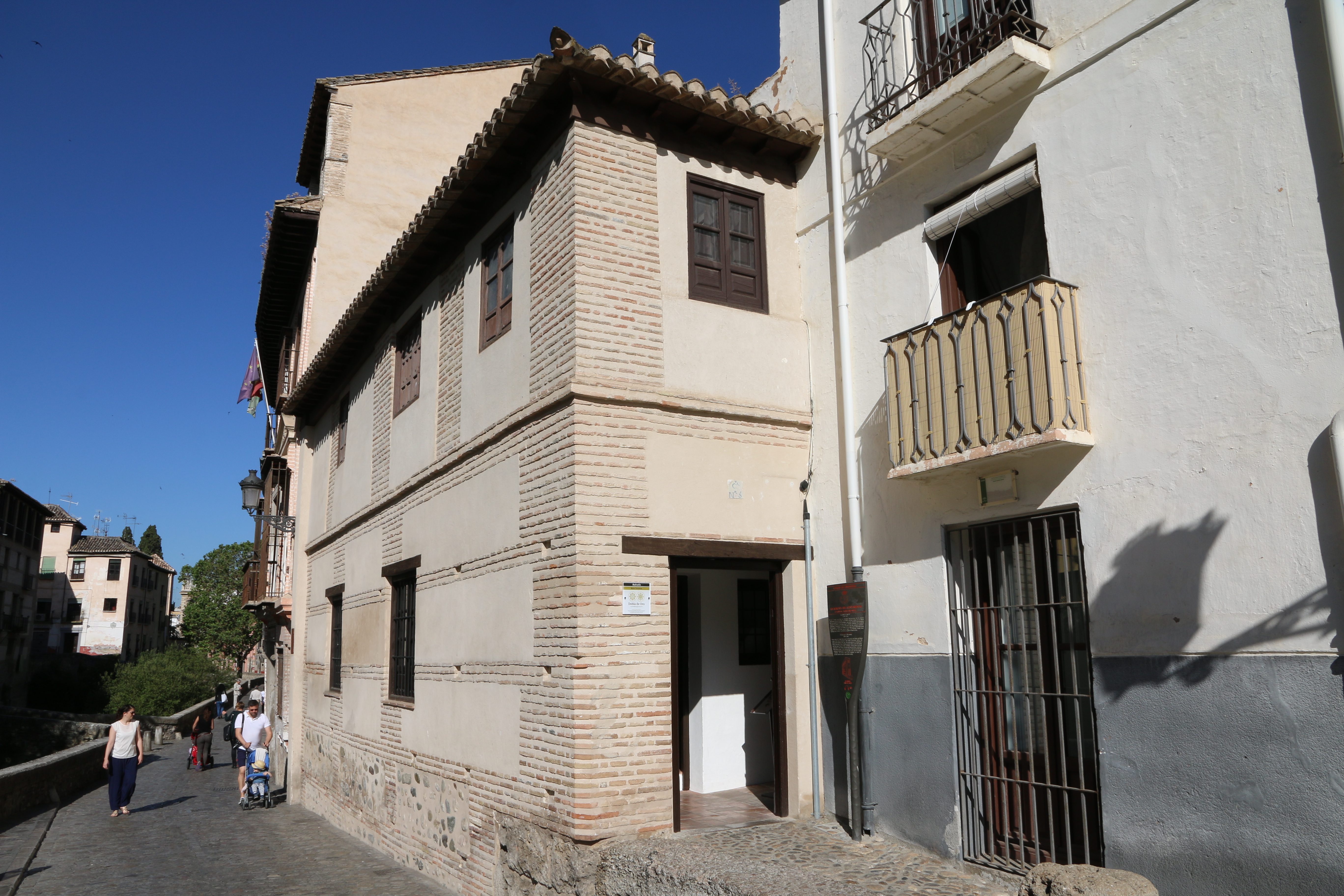
Eingang auf der Straßenseite

## Entstehungszeit
Gängig ist die Datierung auf das 11. Jahrhundert in die Zeit der Ziriden von Granadas, darüber wird in der Forschung diskutiert.
Laut Leopoldo Torres Balbás (1881–1960), Chefarchitekt und -denkmalpfleger der Alhambra, wurde das Bañuelo innerhalb einer zweiten Bauperiode der Ziriden-Dynastie und zwar in der Regierungszeit von Bādīs ibn Zīrī (995–1016) und Abd Allah (1038–1090) gebaut. Dies belegt Balbás dadurch, dass diese Zeit vor allem durch Mauerbau-Verfahren unter Verwendung von Mörtel und Mauerziegel gekennzeichnet sei. Andere Forscher sehen die Entstehungszeit des Bads im 12. Jahrhundert, da die eingesetzte Bautechnik mit Mörtel aufgemauerten Wänden mit Ziegeln, die in Strebepfeiler und an Öffnungen Verstärkungen bilden. Diese Technik stammt aus diesem Jahrhundert. Sie geben dies zu bedenken, obwohl sich ihre Belege auf Bauwerksstudien auf das weit entfernte Murcia beziehen. Für Luis Seco de Lucena Paredes (1901–1974), einen spanischen Professor für arabische Sprache an der Universität Granada, wurde das Bañuelo in der Zeit des Ziriden-Herrscher Bādīs erbaut. Es wurde am östlichen Ende des Qawraya-Militärviertels innerhalb der Mauern der al-Qasaba al-Qadima (Alcazaba Cadima) oder des alten Festung Alcazaba integriert. Laut Manuel Gómez-Moreno González (1834–1918), einem Professor für Archäologie, der das Tor Bab al-Difaf mit dem (Puente del Cadí) (Brücke Cadi) verwechselte, befand sich neben dem fehlenden Nordpfeiler des Stadttors Bab al-Difaf ein weiteres bekanntes Tor der Neuzeit, die Puerta de Guadix Baja (Brücke Guadix Baja). Laut demselben Schriftsteller war das Bañuelo in der Neuzeit auch als Baño de la Puerta de Guadix (Bad an der Brücke Guadix) bekannt.

## Umgebung des Bads
In der Regierungszeit von Bādīs wurde das Stadttor Bab al-Difaf gebaut, das in der Nähe des Bañuelo und der Iglesia San Pedro y San Pablo  (Kirche St. Peter und St. Paul) und Iglesia de Santa Ana (Annakriche) liegt, das mit dem Rest der Mauer des Militärviertels-Qawraya verbunden war. Das Qawraya befand sich außerhalb der Mauern der alten Alcazaba. Ab dem Zeitpunkt im 11. Jahrhundert wuchs im östlichen Teil von Granada am rechten Ufer des Darro die Bevölkerung stark an. Dadurch entstand das Stadtviertel Ajsaris.
Dieser neu entstandene Knotenpunkt wurde von einer Mauer umgeben, die vom Nordturm des Tors Bab al-Difaf entlang des Flusses nach Osten auf die Cuesta de la Victoria (Victoria-Abhang) zulief. Anschließend stieg die Mauer nach Norden an, bildete einen rechten Winkel, der mit dem Tor Bab al-Bunud verband, der Puerta de los Estandartes (Standarten-Tor).
Das Bañuelo wurde sehr nahe an einer Reihe von Gebäuden errichtet, die mit der Ziriden-Zeit in Verbindung stehen, wie das Tor Bab al-Difaf. Seine Lage an einer wichtigen öffentlichen Straße und neben einem Tor ist charakteristisch für die andalusischen Bäder, außerdem handelt es sich um eine Gegend mit großer Bevölkerung. Neben diesem Bad gab es möglicherweise eine Reihe von Geschäften, die sich zur Calle Bañuelo (Badstraße) hin öffneten, was die städtebauliche Bedeutung dieses Gebietes demonstriert.